# Tlalixcoyan
Tlalixcoyan es una localidad del estado mexicano de Veracruz. Es cabecera del municipio de Tlalixcoyan.

## Demografía
| Censo | Población |
| ----- | --------- |
| 1900  | 1792      |
| 1910  | 2222      |
| 1921  | 1674      |
| 1930  | 1146      |
| 1940  | 1058      |
| 1950  | 1171      |
| 1960  | 2078      |
| 1970  | 3211      |
| 1980  | 2516      |
| 1990  | 2306      |
| 1995  | 2482      |
| 2000  | 2613      |
| 2005  | 2970      |
| 2010  | 3335      |
| 2020  | 3508      |